# Okres Těšín
Okres Těšín (Cieszyn; polsky Powiat cieszyński) je okres v polském Slezském vojvodství u hranic s Českou republikou a Slovenskem. Rozlohu má 730,29 km² a v roce 2019 zde žilo 175 200 obyvatel. Sídlem okresní samosprávy je město Těšín.

## Gminy a statistické údaje
Okres sestává z celkem dvanácti gmin:

#### Městské gminy:
- Těšín (Cieszyn) – 35 173 obyvatel (30. 6. 2016), rozloha 28,61 km²;
- Ustroň (Ustroń) – 16 017 obyvatel, rozloha 59,03 km²;
- Visla (Wisła) – 11 074 obyvatel, rozloha 110,17 km²;

Městsko-venkovské gminy:
- Skočov (Skoczów) – 26 788 obyvatel, rozloha 63,27 km²;
- Strumeň (Strumień) – 12 983 obyvatel, rozloha 58,46 km²;

Venkovské gminy:
- Brenná (Brenna) – 11 128 obyvatel, rozloha 95,54 km²;
- Dubovec (Dębowiec) – 5 786 obyvatel, rozloha 42,48 km²;
- Hažlach (Hażlach) – 10 703 obyvatel, rozloha 49,02 km²;
- Holešov (Goleszów) – 13 074 obyvatel, rozloha 65,89 km²;
- Chyby (Chybie) – 9 656 obyvatel, rozloha 32 km²;
- Jistebná (Istebna) – 11 985 obyvatel, rozloha 84,25 km²;
- Žibřidovice (Zebrzydowice) – 13 237 obyvatel, rozloha 41,68 km²;

Dohromady má celý okres rozlohu 730,29 km² (5,92 % území vojvodství) a ke dni 30. června 2016 zde žilo 177 604 obyvatel (3,89 % obyvatelstva vojvodství).

## Charakteristika
Sousedí s Moravskoslezským krajem (okres Karviná a okres Frýdek-Místek) na západě, okresem Čadca v Žilinském kraji na jihu, okresem Żywiec a okresem Bílsko-Bělá na východě a okresem Pszczyna a městem Jastrzębie-Zdrój na severu.
Jižní část okresu leží ve Slezských Beskydech a je to populární turistická a odpočinková lokalita (horské město Visla, lázně Ustroň, Brenná, Beskydská trojves proslulá goralským folklorem). Centrální část leží ve Slezském podhůří a vyznačuje se dobře rozvinutým zemědělstvím. Severní část, která geomorfologicky patří k Osvětimské a Ostravské pánvi, zaujímá rybníkářská oblast zvaná Žabí kraj. Centry průmyslu jsou města Těšín a Skočov.
Celé území okresu leží v historickém Těšínském Slezsku a patří k Euroregionu Těšínské Slezsko.

## Dějiny
Politický okres Těšín (Bezirk Teschen) vznikl poprvé v důsledku rakouské správní reformy v roce 1850. Skládal se zpočátku ze tří soudních okresů: Těšín, Jablunkov a Fryštát. Během další reformy v roce 1868 se okres Fryštát osamostatnil, zatímco k těšínskému byl připojen soudní okres Frýdek (do roku 1901). Mezi lety 1901 až 1920 se politický okres Těšín skládal ze 70 obcí, z čehož 49 v soudním okrese Těšín a 21 v soudním okrese Jablunkov.

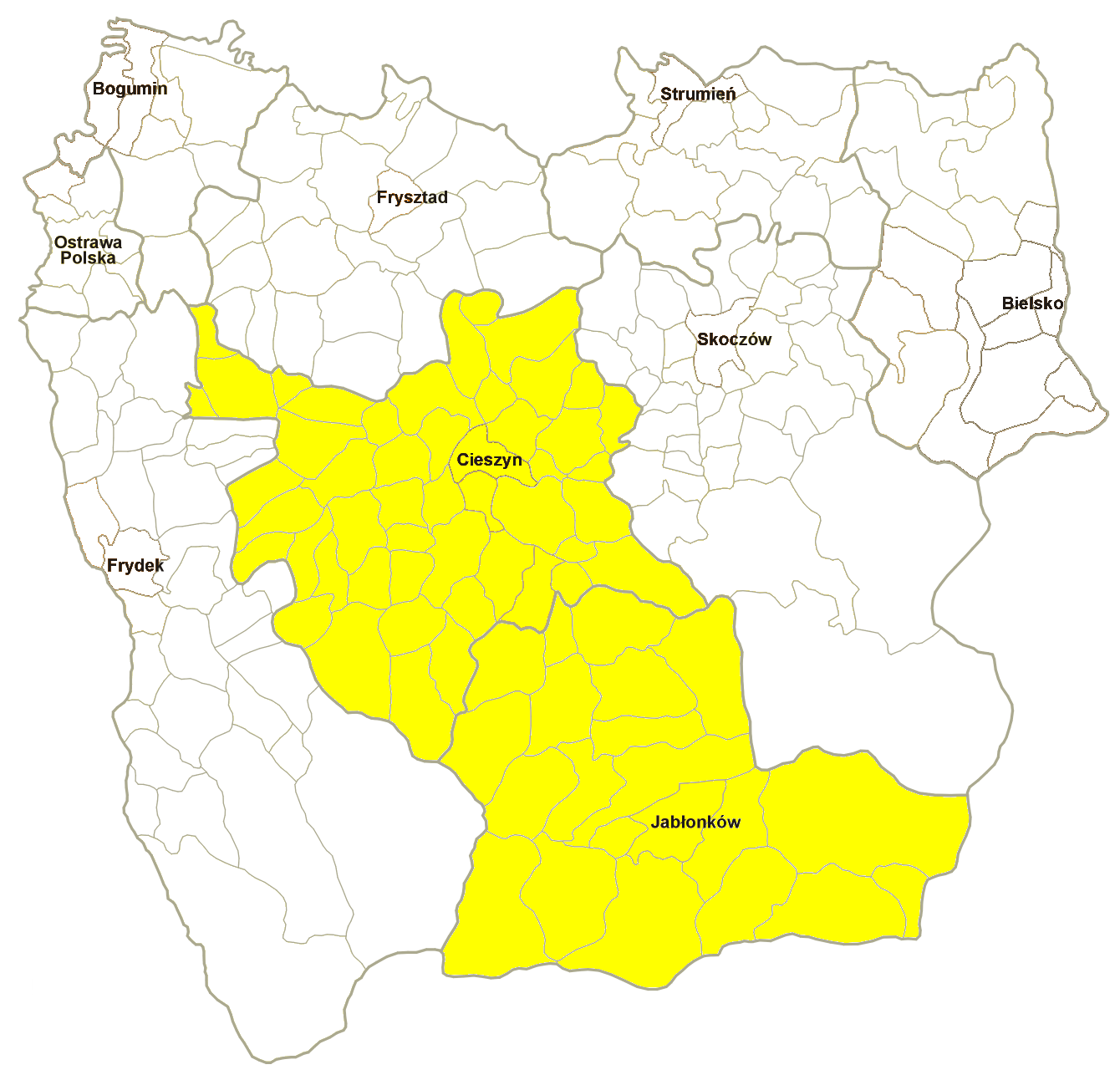
Politický okres Těšín v roce 1910

Po rozdělení Těšínska v roce 1920 se většina těšínského okresu ocitla na československé straně a byl vytvořen okres Český Těšín. Část okresu, která připadla Polsku (pravobřežní Těšín a 17 vesnic), byla o rok později spojena se soudním okresem Skočov (dříve součást politického okresu Bílsko) a polskou části okresu Fryštát do nového polského okresu Těšín. Po obsazení západního Těšínska polskými vojsky v roce 1938 byl okres Český Těšín („Těšín-západ“) připojen k polskému okresu Těšín, ale k jejich plné administrativní integraci do momentu vypuknutí druhé světové války nedošlo. Landkreis Teschen existující během nacistické okupace se skládal z předválečných okresů Těšín, Český Těšín a Fryštát.
Po válce byla obnovena původní polsko-československá hranice a okres Těšín v podobě, kterou měl mezi lety 1921 až 1938. V roce 1951 byl k něj připojen soudní okres Strumeň (dříve politický okres Bílsko). V této podobě existoval do reformy v roce 1975, která likvidovala okresy a zaváděla 49 malých vojvodství. Území těšínského okresu patřilo mezi lety 1975 až 1998 k Bílskému vojvodství s výjimkou gminy Žibřidovice připojené ke Katovickému vojvodství.
Soudobý okres Těšín vznikl v důsledku další správní reformy v roce 1998.